# Stadio Marcel Verchère
Lo stadio Marcel-Verchère (in francese stade Marcel-Verchère) è un impianto sportivo polivalente francese situato a Bourg-en-Bresse, nel dipartimento Ain dell'Alvernia-Rodano-Alpi. Ospita le partite casalinghe della squadra di calcio del Bourg-en-Bresse, attualmente militante nel Championnat National, e della squadra di rugby dell'USBPA.
L'impianto porta il nome di Marcel Verchère, giocatore della locale squadra di rugby morto il 24 ottobre 1937 durante una partita.